# Pita

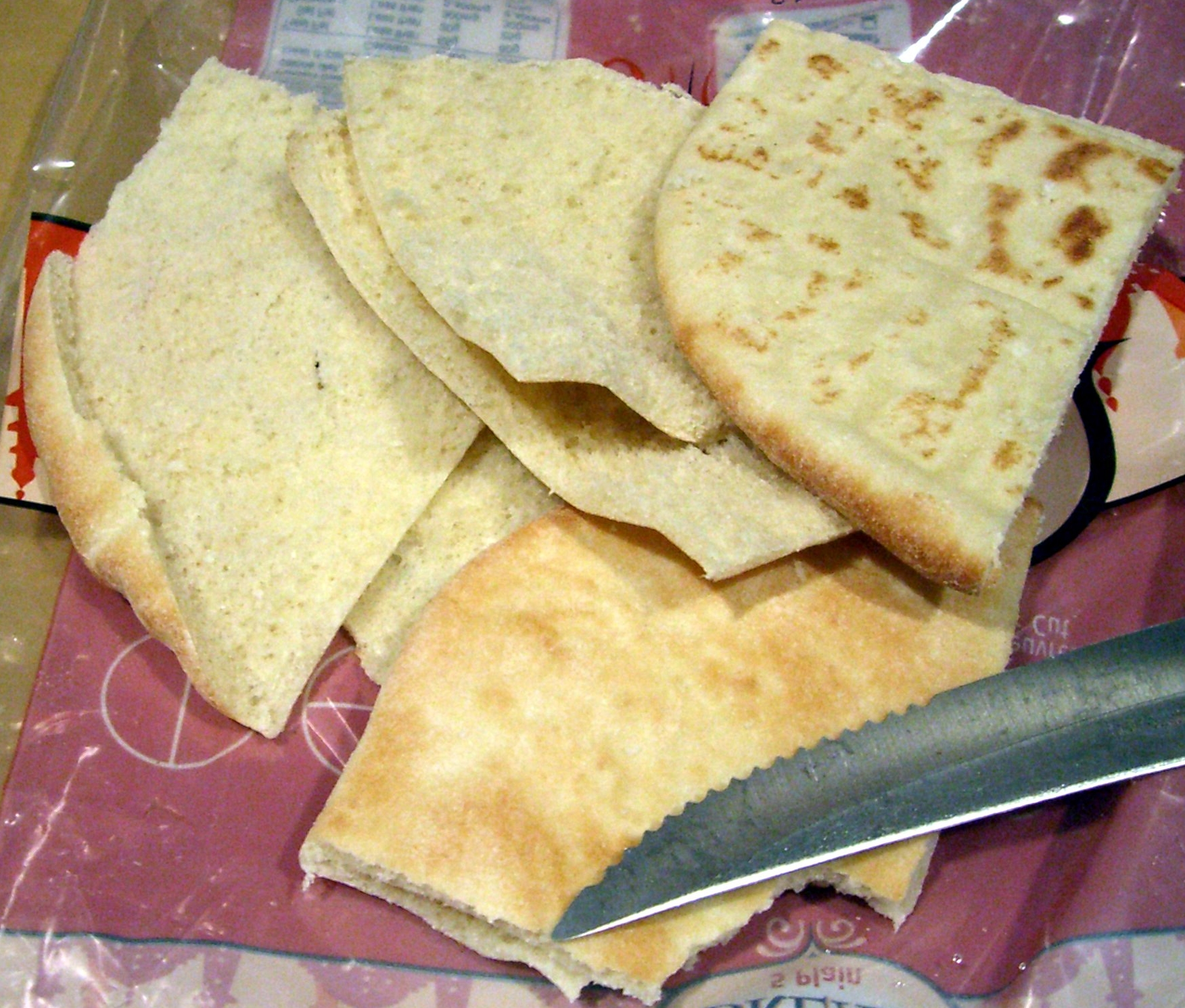
Griechische Pita

Pita ist ein von Griechenland bis Vorderasien verbreitetes, dickeres, luftig-weiches Fladenbrot aus Hefeteig. Es dient, mehrmals täglich frisch gebacken, als Beilage zu fast allen Mahlzeiten. In der Türkei lautet die Bezeichnung Pide, im Iran Nān-e Barbarī und in Marokko Batbout.

## Etymologie
Das Oxford English Dictionary erwähnt den Begriff erstmals in seiner Ausgabe von 1936 und gibt als Ursprung das byzantinische Griechisch an, von dem das Lateinische dann das Wort „picta“ übernahm. Das Wort bezeichnet in der griechischen Sprache, als Suffix verwendet, auch eine Pastete, z. B. Kreatopita für Fleischpastete.
Nach Geórgios Babiniótis geht das Wort sogar auf ältere griechische Ursprünge zurück: neugriechisch πίτα < italienisch pitta < lateinisch picta, dies vermutlich von altgriechisch πηκτός pēktos „fest, geronnen“.
Nach Itamar Even-Zohar wurde das modernhebräische Wort „Pita“ (pittāh פִּתָּה) im Jischuw von den frühen zionistischen jüdischen Einwanderern in Palästina als Bezeichnung für das traditionelle arabische Brot Chubz (خبز, DMG ḫubz) geschaffen. Dazu wurde das Wort aus dem Aramäischen entlehnt. Avraham Even-Shoshan und Ernest Klein führen dieselbe Herkunft des Wortes an, wobei das aramäische Wort pittā’ פתא ebenso wie das hebräische Wort paṯ פַּת „Brotkrume, Stück Brot“ auf die Wurzel p-t-t פתת „(besonders Brot) in Stücke zerbrechen, zerbröseln“ zurückgeht; Klein vergleicht es u. a. mit dem arabischen Wort فَتَّ / fatta / ‚in kleine Stücke zerteilen‘.
Das Wort wurde vom Türkischen als pide entlehnt und kommt in den Balkansprachen als bosnisch-serbisch-kroatisches pita, rumänisches pită, albanisches pite und bulgarisches pitka oder pita vor; in den serbokroatischen Sprachen der Länder des ehemaligen Jugoslawien wird das Wort pita jedoch im allgemeinen Sinne von Kuchen verwendet.
Im Arabischen wird der Ausdruck خبز البيتا (khabaz albayta, lit. „Fladenbrot“) wird manchmal verwendet; andere Namen sind einfach خبز (khubz, „Brot“), الخبز العربي (al-khubz al-ʿarabiyy, „arabisches Brot“) oder خبز الكماج (khabaz al-kimaj, „al-kimaj Brot“). In Ägypten wird es عيش بلادي (ʽēš baladi) oder einfach عيش (ʽēš, „Brot“) genannt, obwohl in Ägypten auch andere Unterarten von „Brot“ üblich sind, wie eish fino und eish merahrah.
Im Griechischen wird unter Pita (πίτα) standardmäßig die dickere, taschenlose griechische Pita verstanden, während die dünnere Pita nach Khubz-Art als aravikí pita (αραβική πίτα, wörtlich „arabisches Gebäck“) bezeichnet wird.

## Herstellung und Varianten

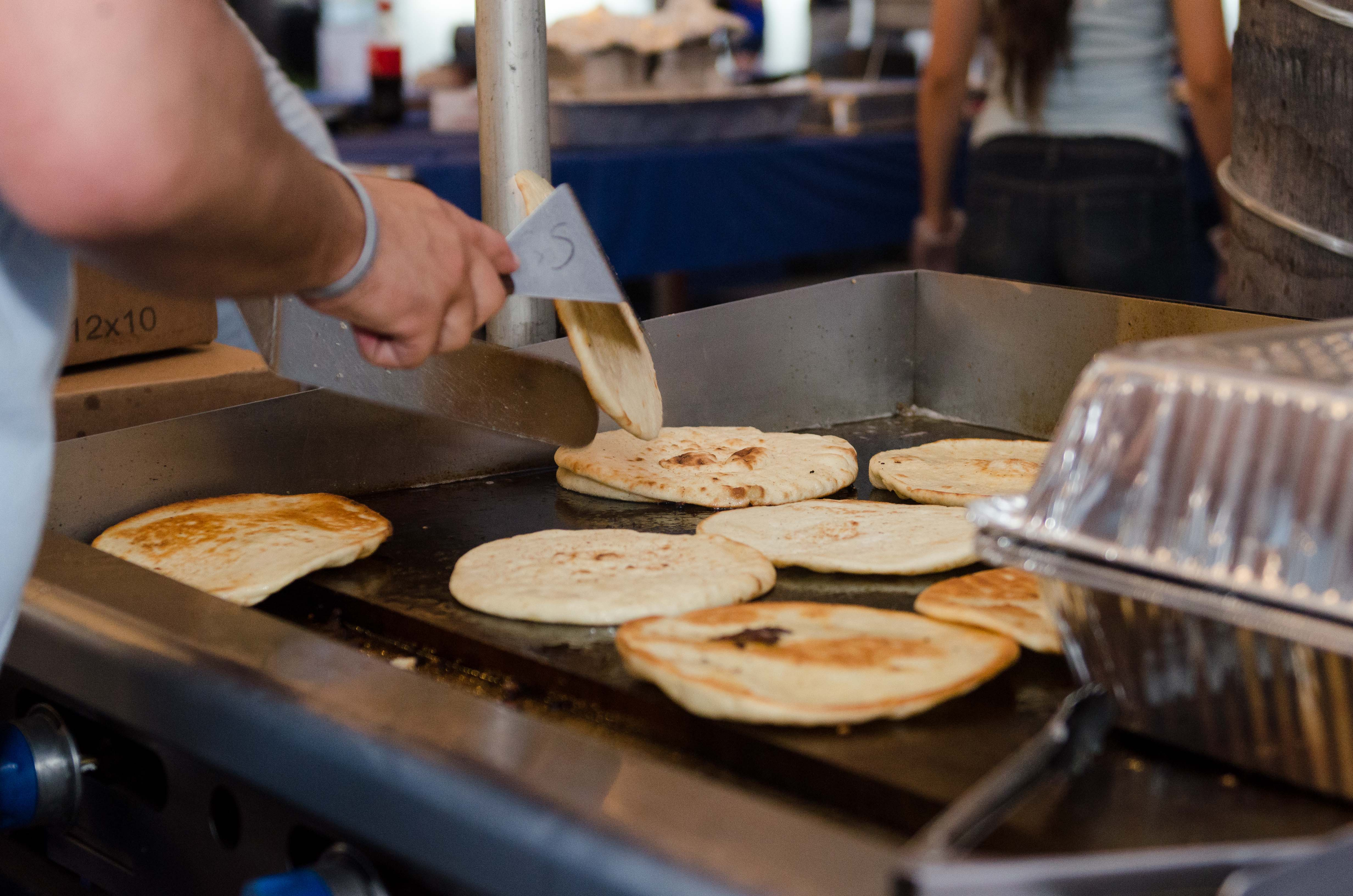
Vorbereitung von Pita-Taschen zum Befüllen mit Fleisch in einem amerikanischen Restaurant

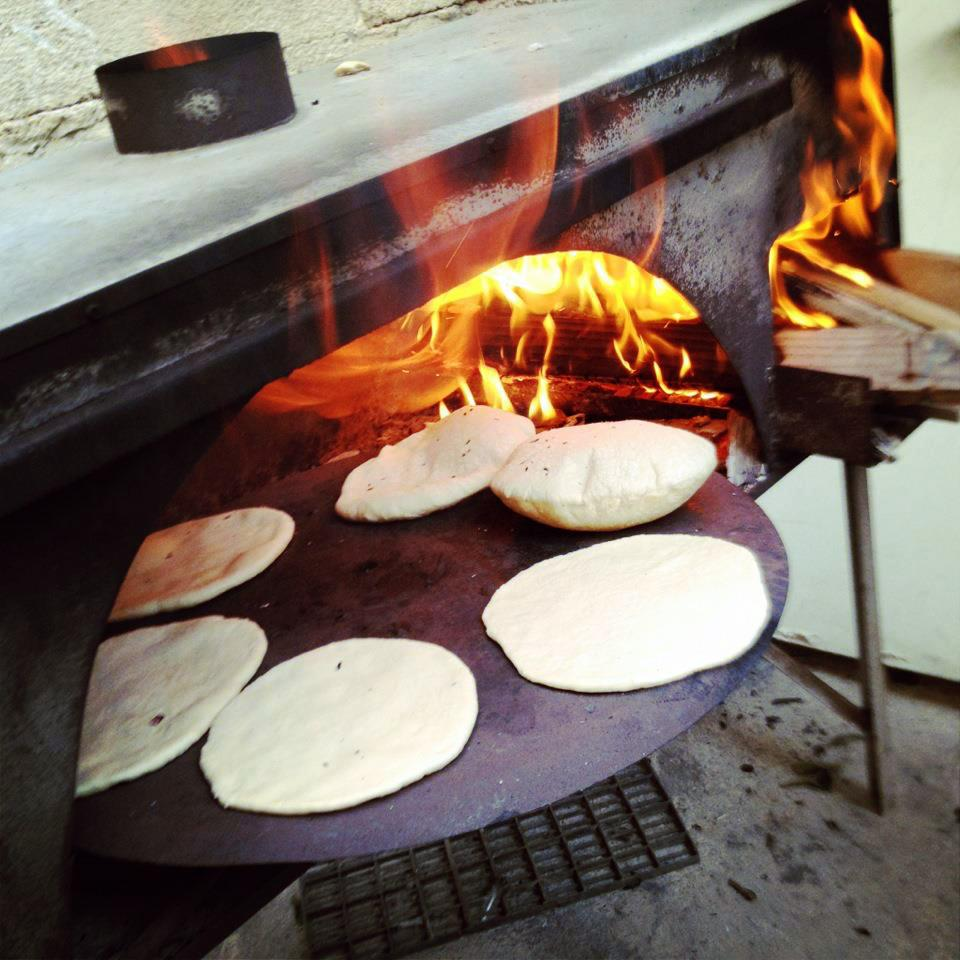
Pita aus dem Holzofen in Israel

Hergestellt wird es je nach Region aus einem einfachen, leicht gesalzenen Hefeteig, der etwas Öl oder auch Butter enthalten kann und häufig vor dem Backen mit dem Finger im Rautenmuster eingedrückt, mit einer Eigelb-Öl- oder gekochter Mehl-Wasser-Mischung eingestrichen und mit Sesam und auch Schwarzkümmel bestreut wird. Gebacken wird Pita ohne Form direkt auf dem Boden eines Steinbackofens.
Es gibt zahlreiche Varianten, z. B. Pita mit Oliven oder mit getrockneten Tomaten.
In Deutschland wurde die eher dünne, einfache griechische Pita durch Einwanderer 1958 und den Imbiss Gyros Pita bekannt.
In Griechenland und im ehemaligen Jugoslawien ist Pita auch ein dem türkischen Börek ähnliches Gericht.
In der italienischen Region Kalabrien gibt es ein rundes Fladenbrot, das Pitta genannt wird. Es gibt zwei Varianten: die pitta secca mit einem Loch in der Mitte und die pitta fresca ohne Loch. Pitta wird gerne als Nebenprodukt mit anderen Broten mitgebacken. Man kann den Teig ähnlich einer Pizza vor dem Backen belegen. Mit Grieben bestrichen, wurde die frisch gebackene Pitta früher nach der Schlachtung eines Schweins gegessen.